# Kassai AC
Kassai AC – słowacki klub piłkarski, mający siedzibę w mieście Koszyce w południowo-wschodniej części kraju.

## Historia
Chronologia nazw:

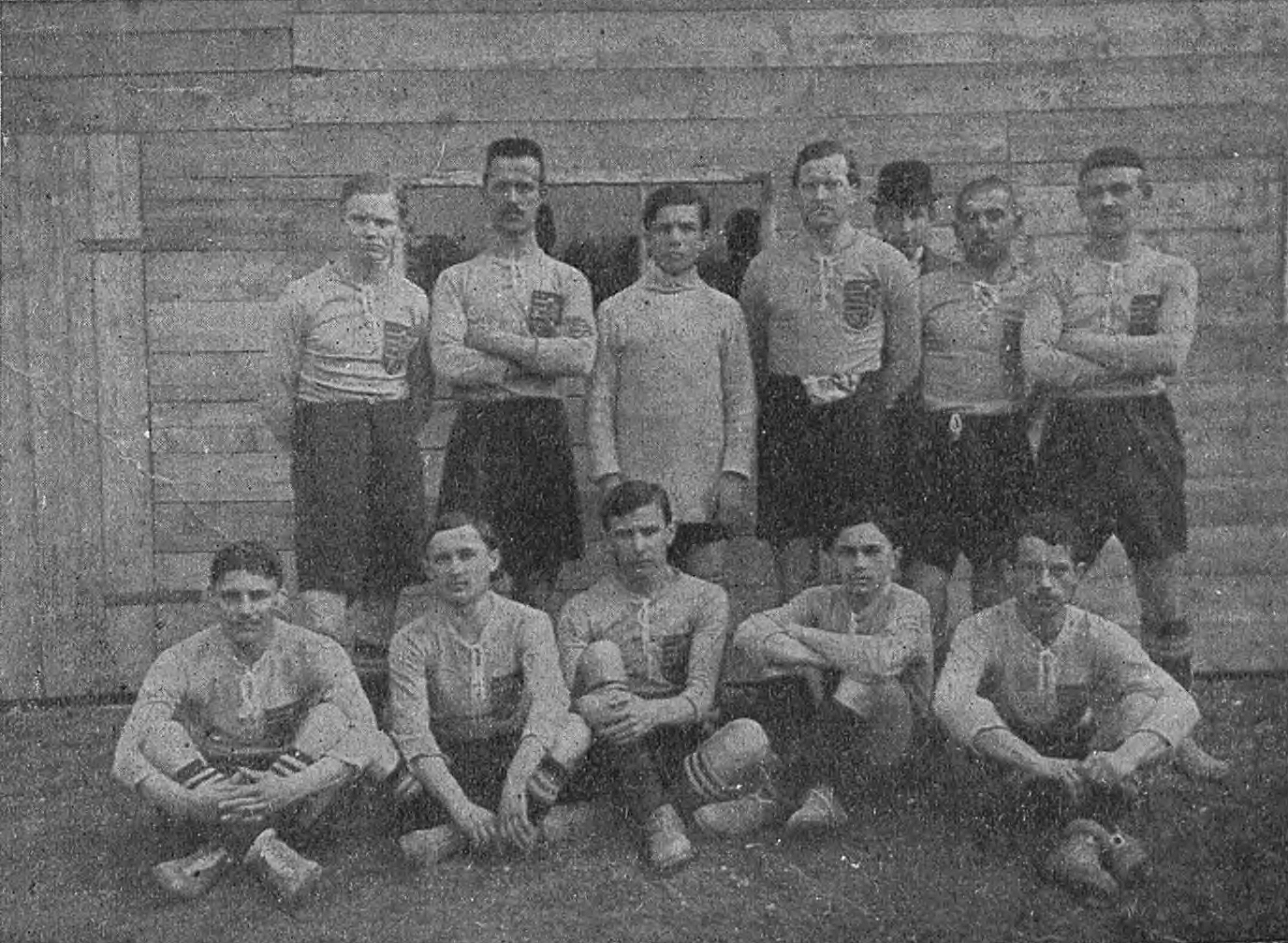
Drużyna Kassai AC w 1912

- 1903: Kassai Atlétikai Club (Kassai AC)
- 1908: Kassai Atlétikai Sport Egylet (Kassai ASE)
- 1911: fuzja z Jogász SE
- 1918: SK Sparta Košice
- 1938: Kassai Atlétikai Club (Kassai AC)
- 1942: Kassai Rákóczi AC - po fuzji z Rákóczi SE
- 1945: klub rozformowano - po fuzji z Kassai Törekvés i ČsŠK, w wyniku czego powstał Jednota Košice

Piłkarski klub Kassai Atlétikai Club został założony w Koszycach (węg. Kassa) w 1903, kiedy miasto należało do Austro-Węgier i nosiło węgierską nazwę. W 1909 startował w regionalnych mistrzostwach. 28 października 1918 proklamowano powstanie zjednoczonej Czecho-Słowacji, która przejęła z rąk węgierskich Koszyce i klub zmienił nazwę na język słowacki SK Sparta Košice. Od 1920 uczestniczył w rozgrywkach regionalnych mistrzostw Czecho-Słowacji.
Na skutek Układu Monachijskiego Wielka Brytania i Francja oddały 29 września 1938 Hitlerowi Kraj Sudetów. W następnych miesiącach Węgry (w wyniku tzw. arbitrażu wiedeńskiego) zajęły południową Słowację i Ruś Zakarpacką. Klub ponownie przyjął węgierską nazwę Kassai AC (KAC). W sezonie 1938/39 debiutował w węgierskiej Nemzeti Bajnokság I, w której zajął przedostatnie 13.miejsce i spadł do Nemzeti Bajnokság II. W kolejnych sezonach występował w drugiej lidze węgierskiej, gdyż w latach 1938-1944 do Węgier należała część Słowacji.
Po zakończeniu II wojny światowej miasto wróciło do Czechosłowacji. W 1945 odbyła się fuzji z Kassai Törekvés i ČsŠK, w wyniku czego powstał Jednota Košice, następca VSS Košice. Po fuzji klub został rozwiązany.

## Sukcesy

### Trofea międzynarodowe
Nie uczestniczył w rozgrywkach europejskich (stan na 31-05-2016).

### Trofea krajowe
| \| \| Zdobyte trofea w rozgrywkach Czechosłowacji (stan na: 31-03-2017) \| |                                                                   |      |          |
| Rozgrywki                                                                  | Osiągnięcie                                                       | Razy | Sezon(y) |
| · Mistrzostwo                                                              | I miejsce                                                         | 0    |          |
| · Mistrzostwo                                                              | II miejsce                                                        | 0    |          |
| · Mistrzostwo                                                              | III miejsce                                                       | 0    |          |
| Puchar                                                                     | zdobywca                                                          | 0    |          |
| Puchar                                                                     | finalista                                                         | 0    |          |
| II liga                                                                    | I miejsce                                                         | 0    |          |
| II liga                                                                    | II miejsce                                                        | 0    |          |
| II liga                                                                    | III miejsce                                                       | 0    |          |
| Czechosłowacja                                                             | Zdobyte trofea w rozgrywkach Czechosłowacji (stan na: 31-03-2017) |      |          |

| \| \| Zdobyte trofea w rozgrywkach Węgier (stan na: 31-03-2017) \| |                                                           |      |          |
| Rozgrywki                                                          | Osiągnięcie                                               | Razy | Sezon(y) |
| Mistrzostwo                                                        | I miejsce                                                 | 0    |          |
| Mistrzostwo                                                        | II miejsce                                                | 0    |          |
| Mistrzostwo                                                        | III miejsce                                               | 0    |          |
| Mistrzostwo                                                        | 13.miejsce                                                | 1    | 1938/39  |
| Puchar                                                             | zdobywca                                                  | 0    |          |
| Puchar                                                             | finalista                                                 | 0    |          |
| II liga                                                            | I miejsce                                                 | 0    |          |
| II liga                                                            | II miejsce                                                | 0    |          |
| II liga                                                            | III miejsce                                               | 0    |          |
| Węgry                                                              | Zdobyte trofea w rozgrywkach Węgier (stan na: 31-03-2017) |      |          |

## Stadion
Klub rozgrywał swoje mecze domowe na stadionie Werböczy w Koszycach, który może pomieścić 1000 widzów.